# Dąbrówka Szlachecka
Dąbrówka Szlachecka – osiedle i obszar MSI w północno-wschodniej części Warszawy, w dzielnicy Białołęka.
Osiedle położone jest na wschód od ulicy Modlińskiej, leży między ul. Modlińską i Łąkową. Graniczy z osiedlami: Choszczówka, Płudy Henryków oraz Anecin i Winnica.
Jeszcze w pierwszej połowie XX w. Dąbrówka Szlachecka była podwarszawską wsią leżącą przy trasie wylotowej z Warszawy. W 1951 r. została włączona do granic Warszawy wraz z innymi sąsiadującymi wsiami.